# Кантри Лејк Естејтс (Њу Џерзи)
Кантри Лејк Естејтс (енгл. Country Lake Estates) насељено је место без административног статуса у америчкој савезној држави Њу Џерзи.

## Демографија
По попису из 2010. године број становника је 3.943, што је 69 (-1,7%) становника мање него 2000. године.
| Група             | 2000.         | 2010.         |
| Белци             | 2.605 (64,9%) | 2.535 (64,3%) |
| Афроамериканци    | 813 (20,3%)   | 723 (18,3%)   |
| Азијати           | 113 (2,8%)    | 118 (3,0%)    |
| Хиспаноамериканци | 354 (8,8%)    | 457 (11,6%)   |
| Укупно            | 4.012         | 3.943         |